# ودن
ودن (به فرانسوی: Vedène) یک کامین در فرانسه است که در Canton of Bédarrides واقع شده‌است.

## خصوصیات
ودن ۱۱٫۱۸ کیلومترمربع مساحت و ۱۰٬۰۰۸ نفر جمعیت دارد و ۶۰ متر بالاتر از سطح دریا واقع شده‌است.